# Ruta de Rhode Island 122
La Ruta de Rhode Island 122, y abreviada R.I. 122 (en inglés: Rhode Island Route 122) es una carretera estatal estadounidense ubicada en el estado de Rhode Island. La carretera inicia en el Sur desde la US 1     en Providence hacia el Norte en la Ruta 122     en Blackstone. La carretera tiene una longitud de 22,9 km (14.2 mi).

## Mantenimiento
Al igual que las autopistas interestatales, y las rutas federales y el resto de carreteras estatales, la Ruta de Rhode Island 122 es administrada y mantenida por el Departamento de Transporte de Rhode Island por sus siglas en inglés RIDOT.

## Cruces
La Ruta de Rhode Island 122 es atravesada principalmente por la I-95 en Pawtucket
 Ruta 116 en Cumberland
 I-295 en Cumberland
 Ruta 99 en Woonsocket
 Ruta 114 en Woonsocket.